# 橘淑信
橘 淑信（たちばな の よしのぶ、生没年不詳）は、平安時代中期の貴族。式部大輔・橘敏通の子。官位は従四位上・式部大輔。

## 経歴
代々の儒家に生まれる。慶滋保胤と同じころの文章生であり、のち対策に及第した。また、村上朝後期の応和2年（962年）6月の学問料申請のための弓場殿試に不参の文章生として名がみえる。
花山朝の寛和2年（986年）2月に式部少輔としてその名が見え、永延2年（988年）ごろまでその官にあった。また、永延2年（988年）省試の試験官を務め、中納言・藤原道長の推挙を受けて応試した甘南備永資を落第させる。これに怒った道長から従者を差し向けられ、道長邸に拉致されて試験結果を改ざんするよう迫られる事件が発生している。
ある冬の一日、石見守の任を終えて都に帰り、宣風坊にある家に住んでいた藤原有国の元を式部少輔・橘淑信が懐旧の情に駆られて訪ね、懐旧談に及んだエピソードがある 。